# ポートロイヤル2-カリブ大航海記-
『ポートロイヤル2-カリブ大航海記-』（ポートロイヤルツー カリブだいこうかいき）は、Ascaron Entertainment（ドイツ）が開発したWindows向けシミュレーションゲームである。なお、日本語版はカプコンから発売されている。

## 概要
本作品の目的は、一介の商人から絶大な影響力を誇る大商人になることである。地位を上げるには、商品の輸送だけでなく、交易、建設、政治、時には海賊行為も必要になる。

## パッチ
現在、以下のパッチが公開されている。
- Ver.1.1.1.7（2004年12月3日公開）
- Ver.1.1.2.0（2005年1月21日公開）

## 交易
交易の目的は、商品の取り引きで利益を上げることである。ただし、敵対中の町との交易は不可能である。
商品の購入
町から商品を購入することである。主に町での生産品は安価で購入できる。
商品の売却
町への商品を売却することである。主に町での不足品は高価で売却できる。
不足品を売却することで町での交易実績・名声が上昇する。しかし、不足品の購入（買い占め）は逆効果である。
積荷の移動
船団-倉庫間での積荷の移動を行うことである。ただし、町に倉庫ある時に可能である。

## 戦闘
戦闘の目的は、プレイヤーと相手との間で戦闘を行って、勝利することである。
町・船を襲撃する際には、私掠許可証が必要である。なお、許可証を持たずに襲撃を行った場合は、各国での名声が低下する。ただし、海賊等を襲撃する際には許可証は不要である。
海戦
海上で船同士の戦闘を行うことである。参加可能な船は双方の護衛艦（最大5隻ずつ迄）である。また、港を襲撃する際には、港の大砲を相手に戦闘を行うことになる。
地上戦
町へ上陸して船の乗組員と町の兵士との間で戦闘を行うことである。参加可能な人数は船に積まれているカトラス・マスケット銃を装備できる人数（最大1000人迄）である。
決闘
プレイヤーと相手の指揮官との間で一騎討ちを行うことである。しかし、海戦・地上戦の時に相手から申し込まれない限り発生しない。

## 船
本作品には、16種類の帆船が登場する。しかし、史実とは仕様が一致しない船もある。
以下に船の特徴を記載する。
ピンネス
2本のマストに縦帆（ラテンセイル）・ジブで帆装した小型の船である。
購入は、各国の造船所で可能である。
スループ
1本のマストに縦帆（ガフセイル）・ジブで帆装した小型の船である。
購入は各国の造船所で可能である。
ブリッグ
2本のマストに横帆・縦帆（ガフセイル）・ジブで帆装した小型の船である。
購入は各国の造船所で可能である。
バーク
3本のマストに横帆・縦帆（セイル）・ジブで帆装した小型の船である。
購入は各国の造船所で可能である。
海賊バーク
3本のマストに横帆・縦帆（セイル）・ジブで帆装した小型の船であり、海賊が使用している。
造船所での購入は不可能だが拿捕による入手は可能である。
フルート
3本のマストに横帆・縦帆（ラテンセイル）で帆装した中型の船であり、商船としての利用が多い。
購入は各国の造船所で可能である。
フルート商船
3本のマストに横帆・縦帆（ラテンセイル）で帆装した中型の船であり、商船としての利用が多い。
購入はオランダ領の造船所で可能である。
コルベット
3本のマストに横帆・縦帆（ガフセイル）で帆装した中型の船である。
購入は各国の造船所で可能である。
フリゲート
3本のマストに横帆・縦帆（ガフセイル）で帆装した中型の船である。なお、この船は6等艦であると思われる。
購入は各国の造船所で可能である。
軍用コルベット
3本のマストに横帆・縦帆（ガフセイル）で帆装した中型の船であり、軍船としての利用が多い。
購入はフランス領の造船所で可能である。
軍用フリゲート
3本のマストに横帆・縦帆（ガフセイル）で帆装した中型の船であり、軍船としての利用が多い。なお、この船は5等艦であると思われる。
購入はイギリス領の造船所で可能である。
ガレオン
3本のマストに横帆・縦帆（ラテンセイル）で帆装した大型の船である。
購入はスペイン領の造船所で可能である。
カラック
4本のマストに横帆・縦帆（ラテンセイル）で帆装した大型の船である。また、軍船としての利用が多く、オランダ艦隊が使用している。
造船所での購入は不可能だが拿捕による入手は可能である。
カラベル
3本のマストに横帆・縦帆（ラテンセイル）で帆装した大型の船である。また、軍船としての利用が多く、フランス艦隊が使用している。
造船所での購入は不可能だが拿捕による入手は可能である。
軍用ガレオン
3本のマストに横帆・縦帆（ラテンセイル）で帆装した大型の船である。また、軍船としての利用が多く、スペイン艦隊が使用している。
造船所での購入は不可能だが拿捕による入手は可能である。
ライナー
3本のマストに横帆・縦帆（ガフセイル）で帆装した大型の船である。また、軍船としての利用が多く、イギリス艦隊が使用している。なお、この船は4等艦であると思われる。
造船所での購入は不可能だが拿捕による入手は可能である。

## 国
本作品には、スペイン・イギリス・フランス・オランダの4国が登場する。
以下に各国の情報を記載する。

### スペイン
30の町を領有しており、その地域はカリブ海南部からメキシコ湾西部と大アンティル諸島のキューバ島に及ぶ。
以下に領有する町を記載する。なお、括弧内の数字は領有する町の数である。
副王の町（1）
- ポートロイヤル

総督の町（5）
- カルタヘナ
- ハバナ
- ベラクルス
- ベリーズ
- マルガリータ

植民地（24）
- エヴァンジェリスタ
- カイマン
- カラカス
- カンクン
- カンペチェ
- キュラソー
- コーパス・クリスティ
- コロ
- サイザル
- サンタマルタ
- サンチアゴ
- ジバラ
- ジブラルタル
- ジョージタウン
- タンピコ
- トリニダード
- ノンプレ・デ・ディオス
- ビリャエルモッサ
- プエルトカペロ
- プエルトサント
- プロビデンス
- ポートオブスペイン
- マラカイボ
- ロアタン

### イギリス
22の町を領有しており、その地域は大アンティル諸島のイスパニョーラ島から小アンティル諸島のリーワード諸島とウィンドワード諸島に及ぶ。
以下に領有する町を記載する。なお、括弧内の数字は領有する町の数である。
副王の町（1）
- グアドループ

総督の町（1）
- サンファン

植民地（20）
- アンティグア
- イザベラ
- グレナダ
- サントドミンゴ
- サントメ
- セントキッツ
- セントマーティン
- セントルシア
- トルトゥガ
- バルバドス
- ポルトープランス
- マルティニーク

### フランス
9の町を領有しており、その地域はフロリダ半島とメキシコ湾北部に及ぶ。
以下に領有する町を記載する。なお、括弧内の数字は領有する町の数である。
副王の町（1）
- ビロクシー

総督の町（1）
- セントオーガスティン

植民地（7）
- セントジョー
- タンパ
- チャールストン
- ニューオリンズ
- フォートカロライン
- フロリダキーズ
- ペンサコーラ

### オランダ
7の町を領有しており、その地域はバハマ諸島に及ぶ。
以下に領有する町を記載する。なお、括弧内の数字は領有する町の数である。
副王の町（1）
- グランドバハマ

総督の町（1）
- タークスアイランド

植民地（5）
- アンドロス
- エリューセラ
- キャットアイランド
- チャールズタウン
- ナッソー